# Lavrenti Béria
Lavrenti Pàvlovitx Béria (georgià: ლავრენტი პავლეს ძე ბერია, transliterat:Lavrenti Pavles dze Béria; rus: Лаврентий Павлович Берия; 28 de març de 1899 – 23 de desembre de 1953) va ser un polític soviètic, cap de la Seguretat soviètica i de l'aparell de la policia secreta sota Stalin. Va ser el segon al comandament de l'NKVD durant la Gran Purga, sent responsable de milions d'empresonaments i morts. Al final de la Purga, esdevingué cap de l'NKVD i portà a terme una purga del propi cos. Beria va ser el polític del cercle de Stalin més influent sobre el dictador durant i després de la Segona Guerra Mundial, i immediatament després de la mort de Stalin el 1953; així com durant el període immediat a la seva mort, quan va exercir d'adjunt al Primer Ministre i portà a terme una efímera campanya de liberalització. No obstant això, va ser detingut aquell mateix any i executat per ordre dels seus rivals polítics. D'acord amb Mólotov, va ser acusat d'enverinar Stalin usant warfarina, un potent raticida.

## Biografia

### Inicis i ascens al poder
Béria va néixer fil de Pavell Khulaevitx Béria a Merkheuli, prop de Sukhumi, al districte de Sukhum del la governació de Kutais, llavors part de l'imperi Rus i que actualment és Geòrgia. Originàriament era Mingrelià. Va estudiar a una escola tècnica a Sukhumi i s'uní als bolxevics al març de 1917 mentre que estudiava enginyeria a Bakú.
El 1919 treballà al servei de seguretat de la República Democràtica d'Azerbaian.
El 1920 o 1921 s'uní a la Txekà (la primera policia secreta bolxevic). En aquell temps, esclatà una revolta bolxevic a la República Democràtica de Geòrgia, controlada dels Menxevics, i l'Exèrcit Roig els envaí. La Txekà va estar molt involucrada en el conflicte, que finalitzà amb la derrota dels Menxevics i la formació de la República Socialista Soviètica de Geòrgia. El 1922, Béria va ser nomenat adjunt al cap de la branca georgiana del successor de la Txeca, l'OGPU.
El 1924, encapçalà la repressió de l'alçament nacionalista georgià, després del qual van resultar executades unes 10.000 persones. Per la seva tasca, Béria va ser nomenat cap de la divisió política-secreta de l'OGPU Transcaucasià i va rebre l'Orde de la Bandera Roja.
El 1926, Béria esdevingué cap de l'OGPU Georgià i va conèixer al també georgià Ióssif Stalin, convertint-se en un aliat de Stalin en el seu ascens del poder dins del Partit Comunista i del règim soviètic. El 1931 Béria esdevingué Secretari del Partit Comunista de Geòrgia, i a l'any següent, de tota la regió transcaucàsica, fins a arribar a ser membre del Comitè Central del Partit Comunista el 1934. En aquests moments començà a atacar els seus companys del Partit Comunista de Geòrgia, dirigint-se en particular cap a Gaioz Devdariani, Ministre d'Educació de l'RSS de Geòrgia. Béria ordenà la mort dels germans de Devdariani, George i Xalva, que ocupaven càrrecs importants a la Txekà i al Partit Comunista, respectivament. Gaioz Devdariani va ser acusat de violar l'Article 58, a l'haver portat a terme activitats contra-revolucionàries; sent executat el 1938. Fins i tot quan va abandonar Geòrgia, Béria va controlar el Partit Comunista de la república fins al moment de la seva eliminació el 1953.
El 1935, Béria era un dels subordinats de Stalin en qui aquest confiava més. Cimentà el seu lloc al costat de Stalin amb un llibret titulat Sobre la història de les organitzacions bolxevics al Transcaucas, on emfasitzava el paper de Stalin. Quan el 1934 Stalin inicià la purga del Partit Comunista i del govern, després de l'assassinat de Serguei Kírov, Béria inicià les purgues al Transcaucas.
| «                              | Que els nostres enemics sàpiguen que qualsevol que provi d'aixecar una mà contra la voluntat del nostre poble, contra la voluntat del Partit de Lenin i Stalin, serà esclafat i destruït sense pietat. | » |
| — Lavrenti Béria, juny de 1937 | |   |

### Béria i l'NKVD
L'agost de 1938, Stalin va fer anar Béria cap a Moscou com a adjunt al Cap del Comissariat del Poble d'Afers Interns, l'NKVD, el ministeri que controlava la seguretat de l'estat i les forces de policia. Sota Nikolai Iejov, l'NKVD havia portat a terme la Gran Purga, amb l'empresonament i l'execució de milers de persones de tota la Unió Soviètica sota l'acusació de ser enemics del poble. Però el 1938 l'opressió havia arribat a ser tan extensa que estava danyant la infraestructura, l'economia i les mateixes Forces Armades de l'estat soviètic, la qual cosa va fer que Stalin aturés de cop la purga. Al setembre, Béria va ser nomenat cap de l'Administració Principal de la Seguretat de l'Estat (GUGB) de l'NKVD, i al novembre va succeir Iejov com a cap de l'NKVD (el mateix Iejov va ser executat el 1940). El mateix NKVD va ser purgat, i la meitat del seu personal fou substituït per gent lleial a Béria.
Encara que el nom de Béria està íntimament identificat amb la Gran Purga per la seva tasca com a segon al comandament de l'NKVD, la seva arribada al capdavant de l'organització coincidí amb un alleugerament de la repressió. Unes 100.000 persones van ser alliberades dels camps de treball, i es va admetre oficialment que hi havia hagut casos d'injustícies i excessos durant les purgues, dels quals Iejov va ser senyalat com a culpable. Però aquesta liberalització només va ser relativa, ja que les detencions i les execucions van continuar durant el 1940, i es van accelerar a mesura que la guerra s'apropava. Durant aquest període, Béria supervisà les deportacions de Polònia i dels Estats Bàltics després de l'ocupació soviètica d'ambdues regions.
Al març de 1939, Béria va ser nomenat candidat a membre del Politburó del Partit Comunista. Encara que no va arribar a ser membre de ple dret fins al 1946, ja era un dels màxims líders de la Unió Soviètica. El 1941 Béria va ser nomenat Comissari General de Seguretat de l'Estat, el màxim rang para-militar del sistema de la policia soviètica d'aquells moments, comparable al rang de Mariscal de la Unió Soviètica.
El 5 de març de 1940, Béria va enviar una nota a Stalin (794/B), en la qual afirmava que els presoners de guerra polonesos (majorment oficials de l'exèrcit) retinguts als camps de presoners de la Belarús occidental i Ucraïna havien de ser declarats enemics de l'estat, i va recomanar-ne l'execució (vegeu massacre de Katyn).
Al febrer de 1941 va ser nomenat Segon del President del Consell dels Comissaris del Poble, i al juny, després de la invasió nazi de la Unió Soviètica, va passar a formar part del Comitè de Defensa de l'Estat (GKO). Durant la Segona Guerra Mundial participà en la majoria de les responsabilitats domèstiques, fent servir milions de persones empresonades als camps de treball de l'NKVD per a la producció de guerra. Va assumir el control de la producció d'armaments, així com dels motors aeronàutics (això darrer amb Gueorgui Malenkov). Aquest seria l'inici de l'aliança de Béria amb Malenkov, que posteriorment tindria una importància capital.
El 1944, a mesura que els alemanys eren expulsats de terres soviètiques, Béria s'encarregà de diverses minories ètniques, acusades de col·laboració amb l'enemic, incloent els txetxens, els ingúixos, els tàtars de Crimea i els alemanys del Volga. Tots ells van ser deportats a l'Àsia central soviètica.
Al desembre de 1944, es va encarregar a l'NKVD que supervisés el projecte soviètic de la bomba atòmica, que construiria i provaria una bomba el 1949. Per aconseguir-ho llançà una campanya d'espionatge del programa d'armament atòmic dels Estats Units, del qual obtingué gran part de la tecnologia necessària. Tot i això, la seva contribució més important va ser l'aportació de la massa laboral necessària per poder desenvolupar el projecte. El sistema de Gulags proveïa de desenes de milers de persones per treballar a les mines d'urani, així com per la construcció i funcionament de les plantes de processament. L'NKVD també es va encarregar de la seguretat del projecte.
El juliol del 1945 els rangs de la policia soviètica van ser militaritzats i, per tant, Béria va convertir-se en Mariscal de la Unió Soviètica. Tot i que mai va tenir un comandament militar, Béria, a través de la seva tasca en l'organització de la producció en temps de guerra, va fer una contribució significativa a la victòria de la Unió Soviètica a la II Guerra Mundial.

### La postguerra
Amb Stalin amb gairebé 70 anys, els anys de postguerra van ser dominats per una lluita per la successió entre els seus lloctinents. Al final de la guerra, el successor més ben situat semblava ser Andrei Jdànov, líder del partit a Leningrad durant la guerra, i llavors al capdavant d'afers culturals. Durant la guerra, Béria i Jdànov ja eren rivals, però després de 1946 Béria va formar una aliança amb Malenkov per barrar el pas a Jdànov.
Al gener del 1946, Béria dimití del seu càrrec de cap de l'NKVD, mentre que seguia retenint el control general sobre els afers de seguretat nacional des del seu càrrec d'Adjunt del Primer Ministre, sota Stalin. Però el nou cap de l'NKVD, Sergei Kruglov, no era un dels homes de Béria. A més, a l'estiu de 1946, Vsévolod Merkúlov, un dels homes de Béria, va ser rellevat al capdavant del MGB per Víctor Abakumov. Kruglov i Abakumov no van perdre el temps en retirar tots els homes de Béria de la comandància de l'aparell de seguretat amb nova gent. Ben aviat, Stepan Mamulov, viceministre del MVD va quedar com a únic home de Béria. Durant els mesos següents, Abakumov començà a portar a terme diverses operacions d'importància sense consultar amb Béria, sovint treballant en tàndem amb Jdanov, i de vegades sota les ordres directes de Stalin.
Un d'aquests primers moviments va ser l'afer del Comitè Jueu Anti-Feixista, que s'inicià a l'octubre de 1946 i comportà l'assassinat de Solomon Mikhoels i la detenció d'altres membres. Aquest assumpte danyà Béria, ja que el seu propi cercle incloïa un nombre substancial de jueus.
Jdànov va morir de sobte a l'agost de 1948, i Béria i Malenkov van moure's per consolidar el seu poder amb una purga dels homes de Jdànov (coneguda com a Afer de Leningrad). Entre les 2.000 persones associades hi havia l'adjunt de Jdànov, Aleksei Kuznetsov, el cap econòmic, Nikolai Voznesenski, el cap del Partit a Leningrad, Piotr Popkov, i el Primer Ministre de l'RSFS de Rússia, Mikhail Rodionov. Només va ser a partir de la mort de Jdànov que Nikita Khrusxov començà a ser considerat com una alternativa possible al duet Béria-Malenkov.
La mort de Jdànov no va aturar, però, la campanya antisemita. Durant els anys de postguerra, Béria supervisà l'establiment de règims comunistes a l'Europa Oriental, i va nomenar a dit els líders, dels quals un nombre substancial eren jueus. A inicis de 1948, Abakumov inicià diverses investigacions contra aquests líders que van culminar amb la detenció al novembre de 1951 de Rudolf Slánský, Bedřich Geminder i d'altres a Txecoslovàquia. Tots ells van ser acusats de Sionisme i, més específicament, de proveir d'armes Israel. Aquest càrrec era molt perillós per a Béria perquè aquestes armes havien estat venudes sota les ordres directes del mateix Béria. A més, dels 14 líders del Partit Comunista Txecoslovac, 11 eren jueus, els quals van ser acusats, jutjats, condemnats i executats. Paral·lelament es van portar a terme investigacions similars a Polònia i a altres països satèl·lits soviètics.
En aquella època, Abakumov va ser substituït per Semion Ignàtiev, que intensificà la campanya antisemita. El 13 de gener de 1953, el major afer antisemita de la Unió Soviètica va ser iniciat al Pravda: el Complot dels metges. Diversos metges prominents jueus van ser acusats d'enverinar als líders soviètics i van ser detinguts, apareixent una campanya d'histerisme antisemític a la premsa soviètica. 37 metges (dels quals 17 eren jueus) van ser detinguts, i el MGB (obeint les ordres de Stalin) va iniciar els preparatius per procedir a la deportació dels jueus a l'extrem orient.
Dies després de la mort de Stalin (produïda el 5 de març), Béria alliberà tots els metges encara detinguts, anunciant que tot el problema havia estat fabricat, i procedí a detenir als funcionaris del MGB que estaven directament involucrats. L'anunciada deportació dels jueus no es va produir mai. A més, a inicis dels 50 també tingué lloc l'Afer Mingrelià, en el que diversos protegits de Béria a Geòrgia van ser purgats, cosa que va disminuir encara més el poder de Béria.

### Després de Stalin
Stalin patí un infart durant la nit després de sopar amb Béria i amb altres líders soviètics, i va morir quatre dies després (5 de març de 1953). El Ministre d'Exteriors Viatxeslav Mólotov, a les seves memòries polítiques, afirmà que Béria li havia confessat que l'havia enverinat.
Després de la mort de Stalin, Béria va ser nomenat Viceprimer Ministre, i va tornar a ésser nomenat cap del MVD. El seu aliat Malenvok era Primer Ministre de l'URSS i, de moment, era l'home més poderós de la Unió Soviètica. Béria era el segon home més poderós, i donada la feblesa personal de Malenkov, es va situar per ser ell mateix el cap suprem de l'URSS. Khrusxov va esdevenir Secretari del Partit, que era vist com un càrrec menys important que el de Primer Ministre.
Béria se situà al capdavant de la liberalització després de la mort de Stalin. Béria denuncià públicament el "Complot dels Metges" com un frau, investigà l'assassinat de Mikhoels i promulgà una amnistia que alliberà un milió de presoners no-polítics dels camps de treball forçats. A l'abril signà un decret prohibint l'ús de la tortura en les presons soviètiques.
Béria també realitzà una política més liberal cap a les nacionalitats no-russes de la Unió Soviètica. Va convèncer el Presídium (el nou nom del Politburó) i el Consell de Ministres que permetés al règim comunista de l'Alemanya Oriental portar a terme unes polítiques econòmiques més liberals, així com reformes polítiques. A més, Béria maniobrà per tal de reduir el paper de l'aparell del Partit en el procés de presa de decisions en qüestions polítiques i econòmiques.
A causa de tots aquests fets, no sorprèn que la resta de líders del Partit sospitessin dels veritables motius de Béria en tot això. Khrusxov s'oposava a l'aliança entre Béria i Malenkov, però inicialment no era capaç d'enfrontar-s'hi. La seva oportunitat vingué al juny de 1953, quan van esclatar revoltes contra el règim comunista de l'Alemanya Oriental. Va haver-hi sospites que el que realment volia Béria era unificar tota Alemanya i el final de la Guerra Freda, per poder rebre ajut nord-americà com durant la guerra. Les demostracions de l'Alemanya Oriental van fer que Mólotov, Malenkov i Bulganin es convencessin que les polítiques de Béria eren perilloses i desestabilitzarien el règim soviètic. Pocs dies després dels fets a Alemanya, Khrusxov va convèncer els altres líders a donar un cop dins del Partit contra Béria, cop en el qual fins i tot Malenkov, el seu principal aliat, l'abandonà.

### La caiguda de Béria
Al juny de 1953, Béria va ser detingut i empresonat prop de Moscou. Primer va ser tancat a la presó militar de Moscou i després al búnquer del quarter general del Districte Militar de Moscou.
El Ministre de Defensa Nikolai Bulganin ordenà a la 4a Divisió Blindada de la Guàrdia Kantemirovskaia i a la 2a Divisió Motoritzada de Fusellers de la Guàrdia Kantemirovskaia que es desplacessin cap a Moscou per evitar que forces dels cossos de seguretat encara lleials a Béria provessin de rescatar-lo.
A més de Béria, també van ser empresonats diversos dels seus delfins, com Merkúlov, Bogdan Kobulov, Serguei Goglidze, Vladimir Dekanozov, Pavel Meixik i Lev Vlodzimirskii.
Pravda no va anunciar la detenció de Béria fins al 10 de juliol, va atorgar tot el crèdit a Malenkov i va parlar de les activitats criminals de Béria contra el Partit i l'Estat. Al desembre es va anunciar que Béria i els altres sis còmplices esmentats havien estat conspirant durant anys per erosionar el poder de la Unió Soviètica i tornar al capitalisme.
Béria i els seus sis companys van ser jutjats en una sessió especial ("Spetsialnoie Sudebnoie Prisutstvie") del Jutjat Suprem de la Unió Soviètica, sense advocat defensor ni dret d'apel·lació. El Mariscal Ivan Koniev va ser el President del judici, en el que Béria va ser trobat culpable de:
1. Traïció: Va ser acusat (sense proves) de mantenir i desenvolupar fins al moment del seu arrest connexions secretes amb els serveis d'intel·ligència estrangers. En particular, d'haver intentat iniciar converses de pau amb Hitler el 1941 a través de l'ambaixador de Bulgària (tot i que era obeint ordres de Stalin i Mólotov). També va ser acusat, tot i que col·laborà en l'organització de la defensa del nord del Caucas, d'intentar deixar que els alemanys ocupessin el Caucas. També va haver-hi acusacions que, planejant aconseguir el poder, Béria intentà obtenir el suport dels estats imperialistes a costa de violar la integritat territorial de la Unió Soviètica i cedir regions del territori soviètic als estats capitalistes (això va ser degut al fet que Béria suggerí als seus assistents que, per tal de millorar les relacions exteriors soviètiques, seria raonable transferir l'Óblast de Kaliningrad a Alemanya, una part de Karèlia a Finlàndia i les illes Kurils al Japó).
2. Terrorisme: l'ordre d'executar 25 presoners polítics a l'octubre de 1941 sense judici va ser classificat com un acte de terrorisme.
3. Activitats contrarevolucionàries durant la Guerra Civil Russa: el 1919, Béria treballà al servei de seguretat de la República Popular d'Azerbaijan. Béria afirmà que va ser encarregat d'aquella tasca pel Partit Hummet, d'on sortí el Partit Adalat, el Partit Ahrar, i els bolxevics de Bakú per establir el Partit Comunista d'Azerbaijan.

Béria i els altres acusats van ser sentenciats a mort. Es va procedir immediatament amb les sentències, i tots foren afusellats el 23 de desembre de 1953. La seva vídua i el seu fill van ser exiliats a Sverdlovsk, i van ser alliberats el 1964.
Després de la mort de Béria, el MGB va ser separat del MVD i reduït de ministeri a comitè (conegut com a KGB), i cap altre cap de policia soviètic tornà a tenir el poder de què havia disposat Béria.
Al maig del 2000 la Cort Suprema de la Federació Russa rebutjà una apel·lació dels membres de la família de Béria per retirar-li la condemna de 1953, basant-se en les lleis russes per rehabilitar els falsament acusats de crims polítics; però en aquest cas, el jutge dictaminà que Béria va ser l'organitzador de la repressió contra el seu propi poble i, per tant, no se'l podia considerar una víctima. Però sí que va trobar Vladimir Dekanozov, Pavel Meixik i Lev Vlodzimirskii culpables d'abús d'autoritat i no pas de crims contra l'estat, i la sentència va ser pòstumament modificada, de mort a 25 anys de reclusió.